# Gamze Durmuş Pakkan
Gamze Durmuş Pakkan ist eine türkische Fußballschiedsrichterin.
Seit 2021 steht sie auf der Liste der FIFA-Schiedsrichter und leitet internationale Fußballpartien. Bis zur ersten Hälfte der Saison 2024/25 gehörte sie zur Gruppe der UEFA-First-Category-Schiedsrichterinnen, der zweithöchsten Schiedsrichterinnen-Kategorie.
Bei der U-17-Europameisterschaft 2022 in Bosnien und Herzegowina leitete Durmuş Pakkan zwei Gruppenspiele.
Zudem leitete bzw. leitet Durmuş Pakkan Spiele in der Women’s Nations League, in der Qualifikation zur Women’s Champions League, in der europäischen WM-Qualifikation für die Weltmeisterschaft 2023 in Australien und Neuseeland (ein Spiel) sowie Freundschaftsspiele.
Nachdem Durmuş Pakkan ihre Schwangerschaft bekannt gab, wurde sie vom Türkischen Fußballverband (TFF) für 2025 von der FIFA-Liste gestrichen und verlor damit ihren Platz in der First Category der UEFA. Diese Entscheidung wurde vielfach kritisiert, unter anderem durch Fußball- und Schiedsrichterverbände sowie Politiker wie die stellvertretende CHP-Vorsitzende Aylin Nazlıaka. Dieser Vorfall war die erste bekannt gewordene schwangerschaftsbedingte Streichung einer Schiedsrichterin durch einen Fußballverband. Üblicherweise wird die Position einer Schiedsrichterin auf der FIFA-Liste während einer Schwangerschaft eingefroren, um ihre Karriere und einen Aufstieg in die Elitekategorie nicht zu beeinträchtigen. Nach einer Streichung von der FIFA-Liste bedeutet eine erneute Nominierung für die FIFA-Liste im darauffolgenden Jahr, dass eine Schiedsrichterin erneut in der niedrigsten Kategorie starten muss, was mehrere Jahre Zeit kostet.